# Amarsanaa
Amarsanaa (* 1720; † 21. September 1757; andere Schreibweise u. a. Amursana) war ein Dschungaren-Fürst aus dem Stamm der Khoit. Er wollte das Dsungarische Khanat wiederbeleben und führte 1755 bis 1757 einen großen Aufstand gegen Qing-China an. 

## Geschichte
Amarsanaa war als Fürst der Khoit (einer Untergruppe der Dschungaren) am Auseinanderbrechen des Staates nicht ganz unbeteiligt. 1750 kam es zu einem Putsch der Offiziere, bei dem Lama Dardscha (reg. 1750–1752) als neuer Herrscher eingesetzt wurde. Aber der Fürst Dawatschi (ein Enkel des Älteren Tsereng Dondub) und auch Amarsanaa, ein Schwiegersohn Galdan Tserengs, akzeptierten den neuen Herrscher nicht, und damit begann ein Stammeskrieg, der zum schnellen Untergang des Dschungarenreiches führte. Dawatschi und Amarsanaa wurden zunächst besiegt und mussten zu den Kasachen fliehen. Im Januar 1752 gelang Amarsanaa die Rückkehr, und er überraschte und tötete Lama Dardscha am Ili-Fluss. Danach setzte er Dawatschi (reg. 1752–55) als neuen Herrscher ein und musste prompt 1754 vor diesem fliehen. Amarsanaa unterstellte sich mit 25.000 Leuten den Chinesen, die die Gelegenheit nutzten und ihre Armee schickten, um das durch die Rivalitäten und Flüchtlingsströme geschwächte Dschungarenreich zu beseitigen. 1755 wurde Dawatschi besiegt, ausgeliefert und nach Peking gebracht. 
Aber der Qing-Kaiser bestätigte Amarsanaa nur als Fürsten der Khoit, und nicht als Herrscher aller Dschungaren, woraufhin sich Amarsanaa Verbündete für einen geplanten Aufstand suchte. Als er an den Kaiserhof befohlen wurde, wurde er von dem verbündeten Khalka-Fürsten Cingünzav (aus dem Jasaktu-Khan-Aimag) vor dem Verdacht des mongolischen Mandschu-Generals Bandi (gest. 1755) gewarnt und entfloh seiner Eskorte. Die Mehrzahl der Dschungaren schloss sich ihm an, der Aufstand brach los und General Bandi nahm sich das Leben. Aber Amarsanaa wurde von den Mandschu wiederholt besiegt und musste einmal zu den Kasachen (März 1756) und ein zweites Mal zu den Russen nach Tobolsk fliehen (August 1757). Dort erkrankte er an den Pocken und verstarb bald darauf. Bei der Niederschlagung des Aufstandes kam es zu Massakern (Todeszahlen im sechsstelligen Bereich) unter den Dschungaren, und ihre Reste wurden aufgeteilt und z. T. in weit entfernte Gebiete deportiert, oder sie schlossen sich den Khalka an. Die Bezeichnung Dschungaren (d. h. linker Flügel) wurde verboten.